# Handheld
Ein Handheld (auf Deutsch auch Handgerät genannt) ist ein tragbares, elektronisches Gerät, welches über Akkus oder Batterien mit Strom versorgt wird und für unterschiedliche Anwendungen genutzt werden kann. Es ist so klein und leicht, dass es bei der Bedienung in nur einer Hand gehalten werden kann; daher die Bezeichnung Handheld (von engl. in der Hand gehalten). Handhelds sind eine Untergruppe der Mobilgeräte (tragbare Geräte).
Unter den Begriff fallen:
- (programmierbare) Taschenrechner (seit ~1980)
- tragbare Computer mit PIM-Funktionalität:
  - Electronic Organizer
  - Personal Digital Assistant (PDA)
  - iPAQ
  - Pocket Computer
  - Personal Mobile Tool (kurz: PMT)
  - Vor dem Aufkommen der Laptops wurden tragbare Computer auch als Handheld-Computer bezeichnet, wie z. B. der Epson HX-20 oder der TRS-80 Model 100.
- Smartphones (Mobiltelefone mit erweiterten Funktionen)
- Tabletcomputer, wie z. B. iPad
- spezielle Datenerfassungsgeräte,
- Handheld-Konsolen (tragbare Spielkonsolen, seit 1976)
- tragbare Messgeräte, wie z. B. Multimeter
- tragbare Geräte zum Abspielen von Musik und Filmen, beispielsweise MP3-Player
- Outdoor-Navigationssysteme
- GPS-Empfänger